# Johannes Waxenberger
Johannes Waxenberger (* 9. Juli 1915 in Velden (Vils); † 25. Juni 2010 in Siegsdorf) war ein deutscher Priester und Theologe.

## Leben
Johannes Waxenberger schloss sein 1935 in Würzburg begonnenes Theologie-Studium nach einer Unterbrechung durch Reichsarbeitsdienst in Leipzig 1939 in Freising ab. Im selben Jahr erfolgte seine Einberufung zur Wehrmacht. Während des Zweiten Weltkrieges geriet der Geistliche in Gefangenschaft, so dass er erst nach seiner Entlassung 1947 die Priesterweihe erhielt. Nach den ersten Wirkungsstätten Siegsdorf und St. Paul in München wurde Waxenberger 1948 zum Sekretär des Erzbischofs von München und Freising, Kardinal Michael von Faulhaber berufen. Faulhabers Nachfolger jedoch beschnitt Waxenbergers Kompetenzen, so dass dieser 1954 unvermittelt seine Ämter niederlegte.
Von Faulhabers Tod 1952 bis zu seinem eigenen Tod 2010 bewahrte Waxenberger in einem Pappkarton unter seinem Bett die bedeutenden Tagebücher Faulhabers bei sich auf. Waxenberger hatte allerdings bereits 1999 mit Erzbischof Friedrich Wetter vereinbart, dass die Tagebücher nach seinem Tod dem Archiv des Erzbistums übergeben werden sollten, was dann auch geschah.
Ab 1955 wirkte Waxenberger als Assistent der katholischen Jugendfürsorge und als Priester, u. a. als Stadtpfarrer in Fürstenfeldbruck. Eine dort aufgenommene Schallplatte Große Alpenländische Weihnachtsmett'n mit ihm als Sprecher wurde überregional verbreitet. 1977 wurde Waxenberger schließlich Prälat.
Am 15. August 1981 wurde Waxenberger bei dem Attentat auf Weihbischof Matthias Defregger verletzt. Im Jahr darauf wurde der Geistliche in den Ruhestand versetzt, wirkte aber u. a. noch in der lokalen Kirchenarbeit und als Gründer seines Alten- und Pflegeheims in seinem Wohnort Siegsdorf weiter.
Waxenberger war Ehrenbürger von Siegsdorf.

## Veröffentlichungen
- Pfarr- und Wallfahrtskirche Maria Ramersdorf in München, 1971 Oefele
- Große Alpenländische Weihnachtsmett'n, 1975 Supertone, Starlet 1027 1
- Kardinal Faulhaber. Reflexionen wider eine Legendenbildung in: Das Bayerland, 12/1977

## Einzelbelege
1. ↑  Auf welcher Seite stand Kardinal von Faulhaber? In: sueddeutsche.de. 15. Oktober 2013, abgerufen am 16. September 2018.
2. ↑  Überlieferungsgeschichte, abgerufen am 7. März 2023.

| Personendaten    | Personendaten                   |
| ---------------- | ------------------------------- |
| NAME             | Waxenberger, Johannes           |
| KURZBESCHREIBUNG | deutscher Priester und Theologe |
| GEBURTSDATUM     | 9. Juli 1915                    |
| GEBURTSORT       | Velden (Vils)                   |
| STERBEDATUM      | 25. Juni 2010                   |
| STERBEORT        | Siegsdorf                       |